# Constance (pomme)
Pour les articles homonymes, voir Constance.
 (septembre 2011).
Si vous disposez d'ouvrages ou d'articles de référence ou si vous connaissez des sites web de qualité traitant du thème abordé ici, merci de compléter l'article en donnant les références utiles à sa vérifiabilité et en les liant à la section « Notes et références ».
Constance est un cultivar de pommier domestique.

## Origine
La pomme Constance est originaire des États-Unis.

## Parenté
La pomme Constance résulte du croisement PRI 673-67 × PRI 14-152.

## Maladies
La variété Constance possède le gène Vf de résistance aux races communes (1 à 5) de tavelure du pommier.